# Chiesa di Santa Maria (Maligrad)
La chiesa di Santa Maria o chiesa della Vergine Maria (in albanese Shpella e Maligradit, in serbo Црква Рођења Пресвете Богородице на Малом граду Chiesa della Nascita della Santa Madonna nella Piccola Città) è una chiesa ortodossa sull'isola di Maligrad, nella parte albanese del lago Prespa. Rientra nei Monumenti culturali religiosi dell'Albania . La chiesa è dedicata a santa Maria e fu costruita dal nobile serbo Kesar Novak (alb. Qesar Novaku), nel 1369.
La chiesa ha affreschi e iscrizioni in lingua greca datate al 1369. Gli affreschi raffigurano la famiglia di Novak, con la sua moglie greca Kalia.